# Xanthippe (père de Périclès)
Pour les articles homonymes, voir Xanthippe.
Xanthippe (en grec ancien Ξάνθιππος / Xánthippos) est un riche homme politique athénien et général de la fin du VIe et du début du Ve siècle av. J.-C. (c. 525 - -475).

## Biographie
Issu de la vieille famille des Bouzyges, fils d'Ariphron et père de Périclès, il est associé au clan Alcméonide : il épouse la nièce de Clisthène, Agaristé, et finit par représenter leurs intérêts au gouvernement. Il se distingue dans l'arène politique athénienne en étant un champion du parti aristocratique. Sa rivalité avec Thémistocle conduit à son ostracisme en -484, mais il est rappelé d'exil quand les Perses envahissent la Grèce, au cours de la seconde guerre médique. Il se distingue en ayant une contribution décisive lors de la victoire des Grecs à la bataille du cap Mycale (-479), et reprend ensuite une place prépondérante dans l'empire athénien.

## Débuts de la carrière politique  et ostracisme
En tant que citoyen-soldat et membre de l'aristocratie, Xanthippe combat très probablement pendant la bataille de Marathon en -490 .  L'année suivante, il conduit les poursuites judiciaires contre Miltiade le Jeune, le général qui avait convaincu les Athéniens de résister aux Perses puis les avait conduits à la victoire à Marathon. Miltiade avait en effet demandé une flotte de 70 navires et un renfort de troupes à sa disposition, comme récompense pour sa victoire, disant qu'il ne voulait pas révéler ses intentions mais que ce qu'il projetait aurait un grand bénéfice pour toute la cité. Les Athéniens accédèrent à son vœu, mais Miltiade attaqua alors Paros et rencontra des obstacles qui le firent revenir les mains vides et grièvement blessé. Beaucoup d'Athéniens s'estimèrent alors trompés. Les Alcméonides étaient les rivaux politiques traditionnels du clan de Miltiade, les Philaïdes : ils conduisent un procès contre le héros de Marathon, Xanthippe défendant leur cause et demandant la peine de mort contre Miltiade. Miltiade, grièvement blessé, ne peut se défendre pendant le procès, bien que ses amis réussissent à lui faire éviter l'exécution. Il est condamné à une lourde amende de cinquante talents et, incapable de payer, il meurt en prison des suites de ses blessures en -489, version contestée par Hérodote, qui est sous le patronage de Périclès, fils de Xanthippe. Platon, dramatisant ce procès, rapporte dans son Gorgias que Miltiade aurait été condamné à être précipité dans une fosse sans l'intervention du premier prytane et seulement emprisonné. Les Athéniens regrettent plus tard le traitement réservé à leur héros, mais le procès sert en tout cas à Xanthippe, qui succède immédiatement à Miltiade en tant qu'homme politique prééminent dans la cité.
Cette prééminence de Xanthippe est courte, du fait de l'émergence de Thémistocle, un homme politique chef du parti populaire des démocrates : il est opposé à Xanthippe qui représente l'aristocratie. Xanthippe se joint à Aristide le Juste, un allié politique, pour lutter contre les ambitions de Thémistocle mais Thémistocle neutralise leurs manœuvres avec une série d'ostracismes. Les classes sociales inférieures adhérent à son populisme et cinq ostracismes d'aristocrates importants sont prononcés pendant les années 480, dont Xanthippe et Aristide sont entre autres victimes, respectivement en -484 et -483.

## Retour à Athènes
Un ostracisme conduit normalement à un exil de 10 ans. Cependant, en 480 ou 479 av. J.-C.,  lorsque les Perses envahissent à nouveau la Grèce, Thémistocle rappelle à Athènes à la fois Xanthippe et Aristide afin d'aider à la défense de la cité. Les rivaux politiques abandonnent momentanément leurs différends pour préparer la guerre : la cité est désertée pour organiser la défense depuis les îles voisines (Athènes, vidée de ses habitants, est d'ailleurs incendiée par Xerxès).
Plutarque relate un conte populaire au sujet du chien de Xanthippe, laissé par son maître quand les Athéniens se mettent à l'abri dans l'île de Salamine : selon cette légende, le chien est si loyal qu'il saute dans l'eau et nage dans le sillage du bateau de Xanthippe, réussissant à atteindre l'île avant d'y mourir d'épuisement. À l'époque de Plutarque (né en 46 apr. J.-C. et mort en 125), il existe encore un endroit à Salamine appelé « la tombe du chien ».
Bien que cela ne soit pas mentionné directement, il semblerait que Xanthippe est au moins présent, ou même peut-être combat, à la bataille de Salamine en -480, bataille qui sauve les Athéniens et fait commencer le reflux des envahisseurs perses. 
Il prend en tout cas part, en tant que stratège, aux côtés du roi spartiate Léotychidas II à la bataille du cap Mycale qui, selon Hérodote, se déroule le même jour que la bataille de Platées. En cette même année 479 av. J.-C., il est élu archonte éponyme. Il succède également à Thémistocle en tant que commandant de la flotte athénienne tandis qu'Aristide le Juste est nommé à la tête des forces terrestres et remporte l'éclatante victoire de Platées (les raisons de la mise à l'écart de Thémistocle, pourtant grand vainqueur de Salamine, restent obscures)

## Siège de Sestos
Après la bataille du cap Mycale, les Spartiates suggèrent d'abandonner la défense des colonies ioniennes d'Asie Mineure, qu'il est difficile de protéger des Perses voisins. Xanthippe refuse cette proposition : Athènes est la « cité-mère » de beaucoup des colonies d'Ionie et la ville demande au contraire une défense commune. Les Grecs se dirigent donc vers l'Hellespont afin de détruire le pont de bateaux qui s'y trouve, mais quand les Spartiates découvrent qu'il a été détruit, ils rentrent dans leur cité. Xanthippe mène les forces restantes à l'assaut contre la ville de Sestos en Chersonèse, qui a été conquise par les Perses et laissée sous la gouvernance du tyran Artayctès. Sestos contrôle la partie européenne de l'Hellespont ainsi que tous les navires qui y circulent : dans la mesure où Athènes est très dépendante du grain importé du sud de l'actuelle Russie, le commerce avec la mer Noire est stratégiquement essentiel et Xanthippe est déterminé à ramener la voie maritime sous la protection athénienne. 
Après un siège hivernal, Artayctès et son fils tentent de s'enfuir, ils sont capturés. Artayctes offre la somme considérable de 200 talents à Xanthippe pour qu'il épargne sa vie. Xanthippe refuse et fait lapider son fils devant ses yeux avant de le crucifier. Hérodote, qui écrit sous le patronage de Périclès, interrompt là son récit des guerres médiques.

## Sources
- Hérodote, Histoires [détail des éditions] [lire en ligne]
- Plutarque, Vies parallèles [détail des éditions] [lire en ligne]
- M. C. Howatson (dir.), Dictionnaire de l'Antiquité : Mythologie, Littérature, Civilisation, Paris, Robert Laffont, 1993.
- Pausanias, Description de la Grèce [détail des éditions] [lire en ligne], I, 25, 1.